# Kværkeby
Kværkeby er en lille by på Midtsjælland med 589 indbyggere  (2024). Kværkeby er beliggende i Kværkeby Sogn ved Vestmotorvejen seks kilometer øst for Ringsted og 22 kilometer vest for Køge. Byen tilhører Ringsted Kommune og er beliggende i Region Sjælland
Kværkeby Kirke ligger i byen. 250 m øst for kirken ligger hovedgården Rosengård.
Mellem Kværkeby og Fjællebro ligger Kværkeby Skole.

## Kværkeby Fattiggård
Kværkeby Fattiggård blev oprettet i 1877 og eksisterede til ca. 1937 Der blev primært fremstillet sivsko på fattiggården.

## Kværkeby Fuglereservat
Det ni hektar store Kværkeby Fuglereservat har eksisteret siden 1970, hvor det blev oprettet af Gunnar Goddik i en nedlagt grusgrav med tørvegrave rundt om.
Foreningen Kværkeby Fuglereservats Venner blev stiftet i efteråret 2009 og i august 2010 købte foreningen Kværkeby Fuglereservat ved hjælp af donationer fra fonde.
I det naturskønne område er der observeret 228 forskellige plantearter, 160 fuglearter, 28 pattedyr, 15 fisk, 7 padder og 3 krybdyr samt 24 dagsommerfugle. Insekterne omfatter 11 arter af guldsmede.
Der afholdes flere åbne arrangementer årligt, hvor alle kan deltage.